# Sebastian Preiß
Sebastian Preiß, nemški rokometaš, * 8. februar 1981.